# 갈라파고스가마우지
갈라파고스가마우지(학명: Phalacrocorax harrisi)는 가마우지과의 새이다. 현생의 가마우지과 새 중에 유일한 날수 있는 능력을 잃어버린 종이다. 갈라파고스 제도에서만 서식하는 고유종이다.

## 개요
갈라파고스가마우지는 신체의 크기가 최대 90 ~ 100 cm 정도 되고, 특히 체중은 날기 위한 경량화가 불필요하게 되었기 때문에, 다른 종이 수백 g인데 반해 이 종은 2.5 - 4kg도 된다. 날 필요가 없어진 날개와 흉골의 용골 돌기는 퇴화하고, 날기 위한 깃이 몸길이 보다 더 큰 날개 포장 길이를 가지는 반면, 몸길이는 1m에 가깝지만, 날개 길이는 25 cm 정도 밖에 되지 않는다. 다른 종과 마찬가지로 체색은 어두운 색상으로, 신체의 배 부분이 등보다 밝은 갈색을 띠는 색상이다. 눈 부분은 파랗다. 젊은 개체는 어른 새보다 더 검은 체색과 갈색의 눈을 가지고 있다. 성별로 보면, 수컷이 더 큰 신체와 부리를 가진다.

## 분포
동태평양에 있는 갈라파고스 제도의 해안에만 서식하는 고유종이다. 갈라파고스 군도, 특히 이사벨라 섬 북서부와 페르난디나섬에서 밖에 볼 수 없다.

## 생태
갈라파고스 군도 주변은 훔볼트 해류에 의해 해양 자원이 풍부하며, 장어, 낙지 등의 연안의 각종 어류, 두족류를 먹이로 한다. 포식은 잠수를 해서, 추적을 통해 이뤄진다. 예전에는 잠수 중 추진은 펭귄류와 같이 날개를 저어서 행해졌다고 생각되었지만, 실제로는 날개는 본체에 꼭 접어서 누르고 뒷다리에 의해 추진 한다.
다른 가마우지종 전반에 해당하지만, 이 종도 깃털에 발수성이 없다. 따라서 이것에 의해 다른 조류라면 내수성이기 때문에 함기층이 되는 깃털이, 잠수와 동시에 신속하게 물에 침윤되어서 포함되어 있던 공기를 배출하고, 여분의 부력을 얻는 일 없이 잠수가 가능하다. 이 상태에서도 깃털층의 가장 안쪽(피부의 바로 바깥)에는 보온을 위해서 조밀하게 얽힌 면우에 의한 함기층이 보관 유지되고 있다. 이 방법이라면 잠항을 위한 쓸데없는 에너지를 소비하지 않고 끝나지만, 바다에서 올라오면 깃털이 젖은 채로 있기 때문에 체온 유지가 잘 이뤄지지 않는다. 때문에 상륙 후는 짧은 양 날개를 태양을 향해서 좌우로 펴고, 신체의 깃털을 건조시키는 독특한 포즈를 볼 수 있다.
번식은 주로 3월부터 9월에 걸쳐 많지만, 번식기는 특별히 정해져 있지 않으며 연중 번식이 가능하며, 상황이 허락하면 연 2회 번식한다. 한 쌍의 상대는 매번 다르다. 둥지는 가장 높은 파도가 치는 선 바로 위에 해초 등으로 만들고, 2-3개의 알을 낳는다. 알은 대략 35일 정도면 부화하고 새끼의 깃털이 모두 나기까지는 약 2개월이 걸린다. 거기에서 추가로 4개월 정도는 어미새가 돌보지만, 후반기에는 수컷만 새끼를 돌보고, 암컷은 다음 번식 기회를 얻기 위하여 둥지를 떠난다. 많은 둥지에서 깃털이 자라도록 살아남는 새끼는 1마리 뿐이다. 완전 성체가 되려면 2년 정도 걸린다.
정주성이 강하고, 태어나 자란 장소에서 반경 1 km 이내에서 생애를 끝내는 것이 많다. 생식지는 이사벨라섬과 페르난디나섬이며, 이 섬 사이의 왕래도 거의 관찰되지 않는다.

## 현재 상황
본래 지상에 육식성 천적이 없었던 탓에 나는 능력을 잃어버린 종이며, 지상 이동 능력도 그다지 높다고는 할 수 없기 때문에 인위적으로 반입된 이입종에 의해 영향을 크게 받았다. IUCN 레드 리스트는 멸종 위기종으로 지정되어 있다. 2004년 조사에서는 총 개체수는 1500 마리 정도였다.
1982년부터 1983년 사이의 엘니뇨 현상이 발생했을 때 총 개체수 (당시 추정은 900-1200 마리 정도)는 절반까지 떨어졌다. 그러나 회복은 의외로 빨리 약 18개월 후인 1985년 말에는 개체수가 원점으로 돌아왔다.
2006년 현재 갈라파고스 전체가 유네스코가 정한 세계유산에 등록되어 있으며, 1964년 야생 동물 보호를 목적으로 설립된 찰스 다윈 연구소의 관리 하에 본 종도 엄중한 보호를 받고 있다. 2011년에 위기등급이 '위기'에서 '취약(Vulnerable)'으로 조정되었다.

## 같이 보기
- 가마우지
- 갈라파고스 제도